# Histeria femenina

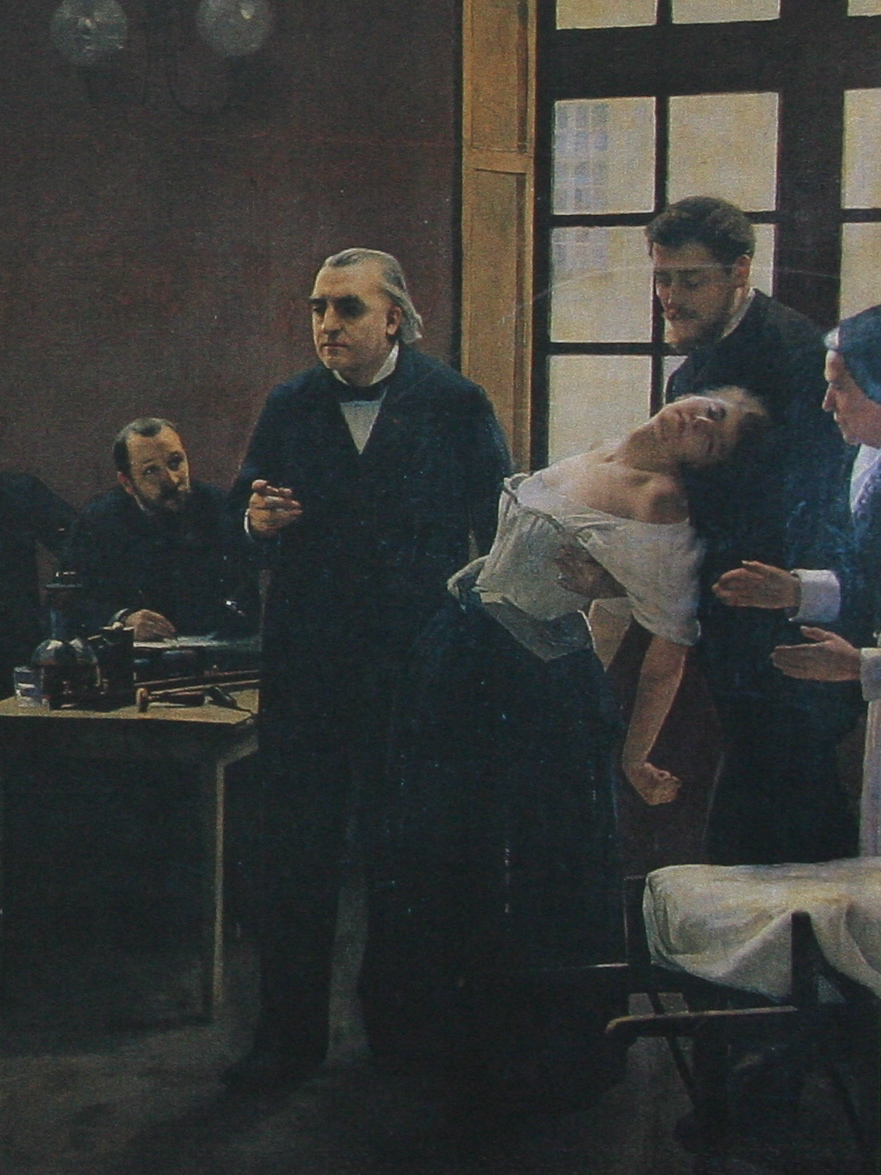
Estudio de la histeria en una mujer en Francia. Alrededor de 1870

La histeria femenina era una enfermedad diagnosticada en la medicina occidental hasta mediados del siglo XIX. En la era victoriana fue el diagnóstico habitual de un amplio abanico de síntomas, que incluían desfallecimientos, insomnio, retención de fluidos, pesadez abdominal, espasmos musculares, respiración entrecortada, irritabilidad, fuertes dolores de cabeza, pérdida de apetito y «tendencia a causar problemas».
Los tratamientos para las pacientes diagnosticadas con histeria femenina podían ir desde la hipnosis, el lavaje vaginal o las curas de reposo hasta la histerectomía.
A partir de esta supuesta enfermedad, Sigmund Freud empezó a desarrollar su conjetura del inconsciente. Freud terminó por afirmar que lo que se conocía como histeria femenina era provocado por un hecho traumático que había sido reprimido en el inconsciente, pero seguía aflorando en forma de ataques que carecían de explicación. Fue el principio de lo que hoy conocemos como psicoanálisis.

## Historia temprana
La historia de la histeria se remonta a la antigüedad. Fue descrita tanto por el filósofo Platón como por el médico Hipócrates y se encuentra recogida antes en papiros egipcios. Un mito de la antigua Grecia relata que el útero deambula por el cuerpo de la mujer, causando enfermedades a la víctima cuando llega al pecho. Esta teoría da cuenta al origen del nombre, pues la raíz proviene de la palabra griega para útero, hystera.
Galeno, médico del siglo II, escribió que la histeria era una enfermedad causada por la privación sexual en mujeres particularmente pasionales. La histeria se diagnosticó frecuentemente en vírgenes, monjas, viudas y, en ocasiones, mujeres casadas. La prescripción en la medicina medieval y renacentista era el coito si estaba casada, el matrimonio si estaba soltera y el masaje de una comadrona como último recurso.

## Época victoriana

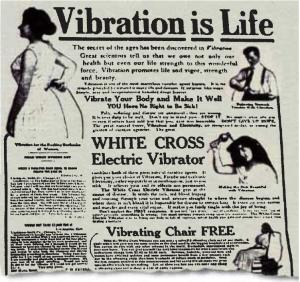
Anuncio de 1910.

Un médico de 1859 aseguraba que una de cada cuatro mujeres estaba aquejada de histeria, lo que resulta razonable, teniendo en cuenta que el médico reunió 75 páginas de posibles síntomas y dijo que la lista no estaba completa; casi cualquier dolencia leve podía servir para diagnosticar histeria. Los médicos pensaban que la tensión de la vida moderna hacía a las mujeres más susceptibles a desórdenes nerviosos. En los Estados Unidos tales desórdenes de las mujeres confirmaron que estaban a la par con Europa; un médico estadounidense expresó su alegría porque el país estaba «alcanzando» a Europa en la prevalencia de la histeria.
Rachel P. Maines, autora de The Technology of Orgasm: Hysteria, the Vibrator, and Women's Sexual Satisfaction, ha observado que estos casos eran muy ventajosos para los médicos, dado que no había ningún riesgo de que la paciente muriese pero necesitaba tratamiento constante. El único problema era que los médicos no disfrutaban con la tediosa tarea del masaje. La técnica era difícil de dominar para un médico y podía tomar horas llegar al «paroxismo histérico». Derivarlas a las comadronas, una práctica por otra parte habitual, era una pérdida de oportunidades de negocio para el médico.
Una solución fue la invención de los aparatos para proporcionar masajes, lo que eliminaba la necesidad de recurrir a una comadrona. A finales del siglo XVIII en Bath se vendían dispositivos de hidroterapia y a mediados del siglo XIX eran un accesorio popular en los complejos de balnearios de lujo de Europa y los Estados Unidos.

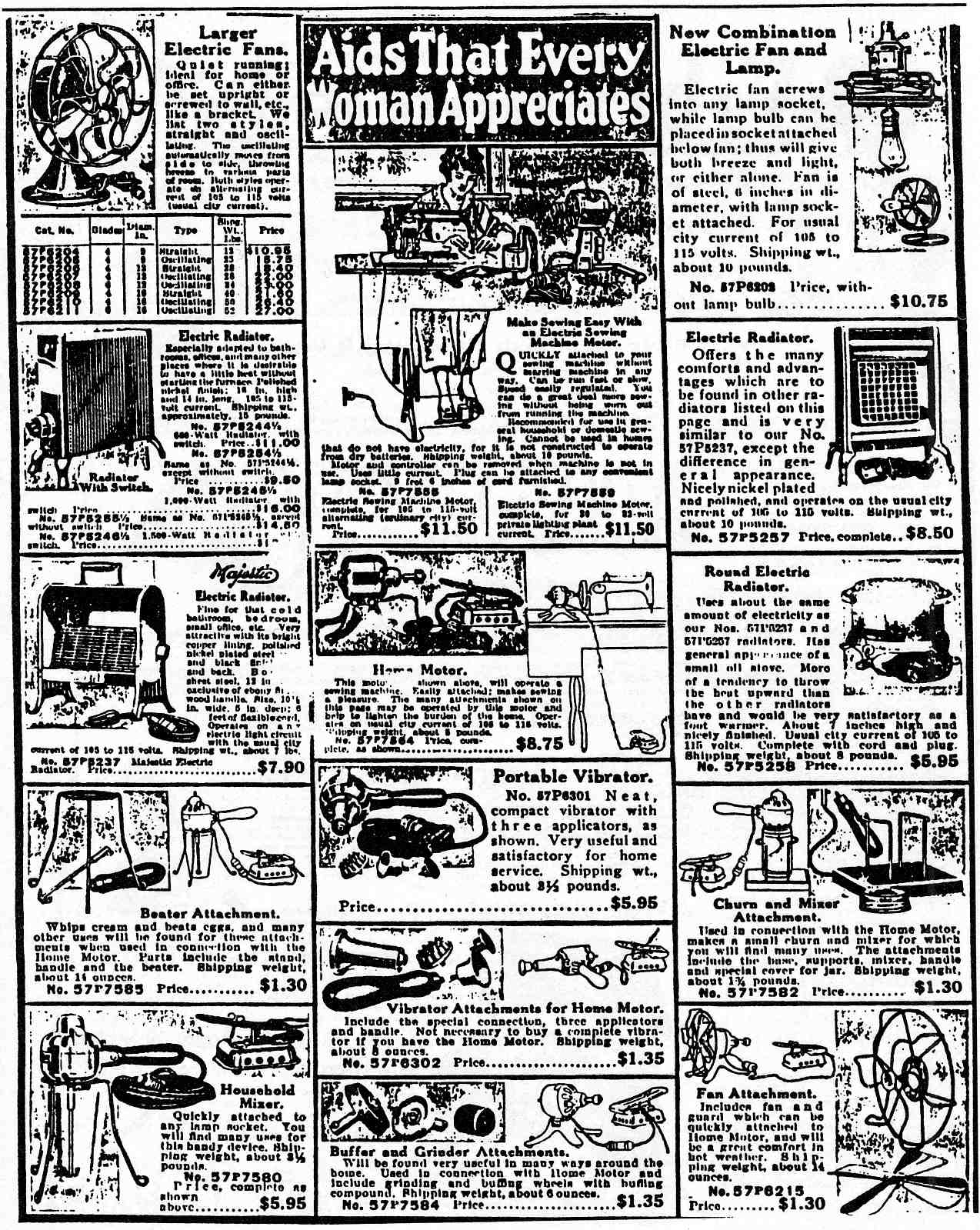
Un anuncio de 1918 de Sears, Roebuck and Co. con muchos modelos de vibradores.

Desde 1870 los médicos dispusieron del primer vibrador mecánico y en 1873 se empleó el primer vibrador electromecánico en un asilo de Francia.
Aunque los médicos de la época reconocían que el desorden provenía de la insatisfacción sexual, parecían reticentes a admitir el propósito sexual de los dispositivos empleados para tratarlo. De hecho, la introducción del espéculo fue mucho más controvertida que la del vibrador, seguramente debido a su naturaleza más fálica.
A finales del siglo XIX, la difusión de la electricidad en el hogar facilitó la llegada del vibrador al mercado de consumo. El atractivo de un tratamiento más barato en la intimidad del propio hogar hizo que el vibrador alcanzase una cierta popularidad. De hecho, el vibrador eléctrico llegó al mercado mucho antes que otros dispositivos «esenciales»: nueve años antes que el aspirador y diez años antes que la plancha eléctrica. Una página del catálogo de la compañía internacional Sears, Roebuck and Company de electrodomésticos de 1918 incluye un anuncio para un vibrador portátil con accesorios, descrito como «muy útil y satisfactorio para el uso casero».
No obstante, el uso del vibrador con el objetivo de alcanzar el orgasmo como tratamiento para la histeria, parece ser una teoría de la propia Maines que no ha podido ser respaldada con fuentes fiables. Los anuncios que aparecen en la época hablan de estos vibradores como masajeadores y no son vendidos con la intención de ser utilizados como juguetes sexuales.

### Teorías sobre la histeria victoriana
Se ha dicho que uno de los temas mayores del siglo XIX fue el conflicto entre el sexo como reproducción y como satisfacción. Aunque el icono que da nombre al periodo, la reina Victoria, tuvo una familia numerosa, la tasa de fecundidad decayó con el transcurso del siglo. A medida que disminuía, la función reproductora del sexo perdió algo de su preponderancia. Los escritos médicos y maritales de la época elogiaban a la mujer desapasionada y la apuntaban como modelo. La mujer «ideal» solo tendría sexo para reproducirse, pues no le reportaría ningún otro beneficio. Este «ideal» influyó en la estructura social de muchas formas, proporcionando una base para los argumentos contra los anticonceptivos. Sin embargo, al mismo tiempo resultó en la insatisfacción sexual de muchas mujeres, lo que impulsó la demanda creciente de tratamientos contra la histeria.

## Desaparición de la histeria como diagnóstico médico

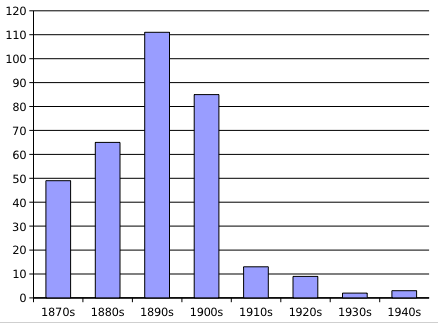
Número de tesis psiquiátricas sobre la histeria en Francia.

A lo largo de los primeros años del siglo XX, decayó el número de diagnósticos de histeria femenina. Hay muchas razones que explican este declive; muchos escritores del ámbito médico aseguran que se debe a que el pueblo empezó a entender mejor la psicología de los trastornos de conversión.
También se ha argumentado que todo lo que cambió fue la consideración de los médicos. Con tantos síntomas posibles, la histeria era un diagnóstico donde caía cualquier estado que no se podía identificar fácilmente. La historia está a favor de la teoría que afirma que fueron Sigmund Freud y Jean-Martin Charcot los que propiciaron que desapareciera la histeria como enfermedad al profundizar en el estudio de la mente. A medida que las técnicas de diagnóstico mejoraban, el número de casos decreció hasta que no quedó ninguno.